# Giovanna Cau
Giovanna Cau (Roma, 11 marzo 1923 – Roma, 7 marzo 2020) è stata un'avvocata italiana.

## Biografia
Nel 1941 ottenne la licenza liceale al Liceo Tasso di Roma. Nel '47, con Sergio Barenghi, fondò il suo primo studio. Dopo una gavetta di alcuni anni, nel 1955 venne contattata da Alberto Cortina, che insieme ad Andrea Alatri, la chiamò a far parte del suo studio forense, il primo nella capitale ad occuparsi di cinema.  Diventò avvocata di Alberto Moravia, Marcello Mastroianni, Federico Fellini, Sophia Loren, Italo Calvino, Luchino Visconti, Ettore Scola e Natalia Ginzburg. Nel contempo si dedicò alla difesa delle donne, con un comitato per il voto delle donne, al quale si integrarono anche Laura Ingrao, Elena Gatti Caporaso, Rita Montagnana, Nilde Iotti e altre.
A 80 anni fu eletta consigliera comunale di Roma del gruppo DS al Palazzo Senatorio, impegnata nelle politiche culturali e di attenzione ai disabili. Nel 2007 fu capolista della lista A sinistra per Walter Veltroni nel centro storico di Roma, dove risultò più votata di Giovanna Melandri. Alle elezioni comunali di Roma del 2013 appoggiò Alfio Marchini. Il 7 gennaio 2014 fu ospite del programma televisivo Pane quotidiano (Rai 3).
Per trent'anni fu compagna  dello psichiatra Emilio Benincasa Stagni.
Nel 2011 ha vinto il Premio Speciale della Stampa Estera e Il Nastro d’Argento Speciale per essere stata protagonista del documentario biografico Giovanna Cau - Diversamente Giovane di Marco Spagnoli.

## Filmografia
- Gianni e le donne, regia di Gianni Di Gregorio (2011)
- Buoni a nulla, regia di Gianni Di Gregorio (2014)